# Bundesgartenschau 1987

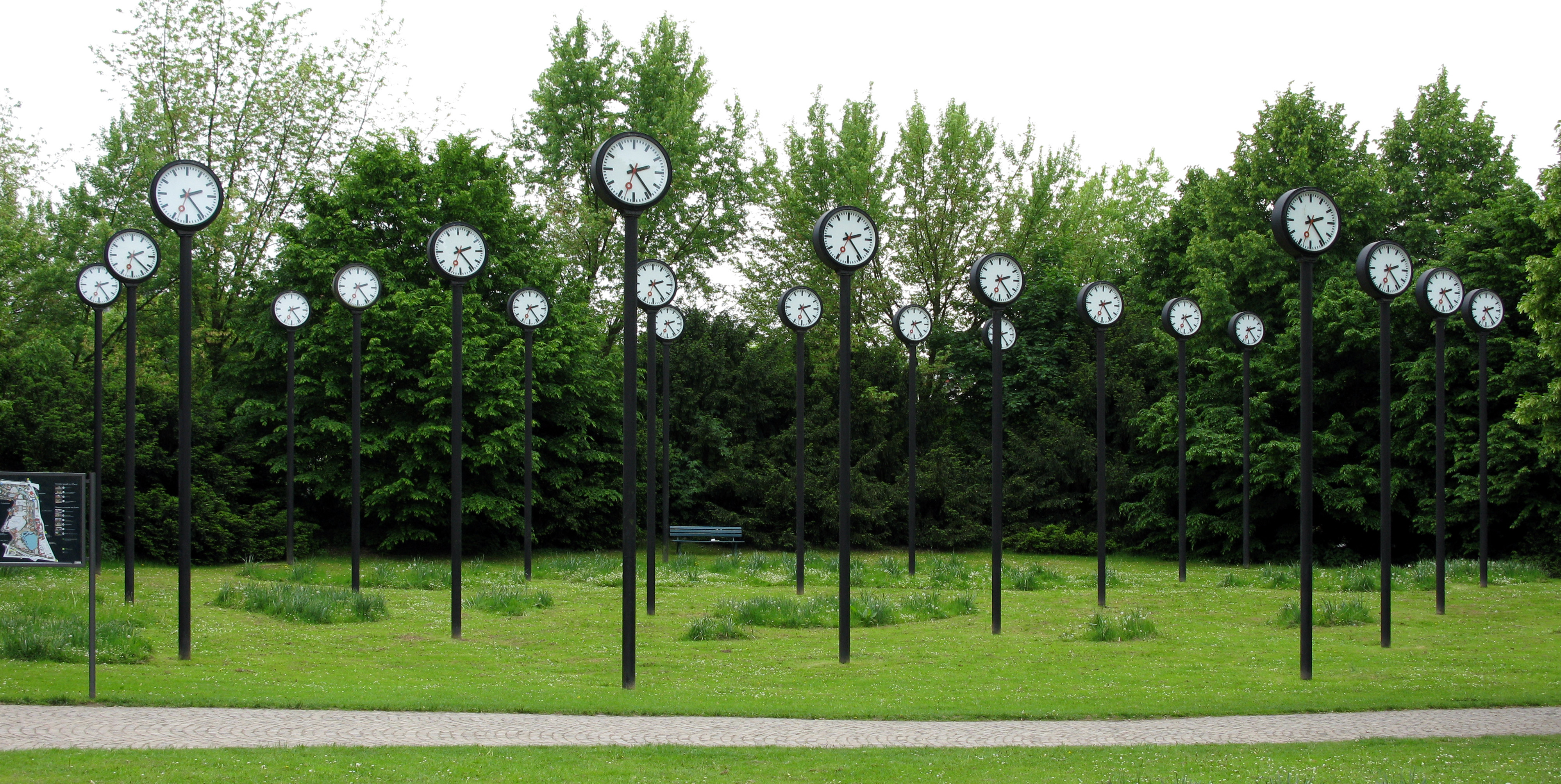
Kunstwerk „Zeitfeld“ von Klaus Rinke am Eingang Auf’m Hennekamp

Die Bundesgartenschau 1987 (BuGa ’87) fand vom 30. April bis 11. Oktober in der nordrhein-westfälischen Landeshauptstadt Düsseldorf statt. Die Ausstellung empfing an ihren 166 Öffnungsstagen insgesamt 7,5 Millionen Besucher.

## Geografische Einbettung
Als Ausstellungsgelände diente eine ca. 70 ha große Fläche südwestlich der Düsseldorfer Innenstadt, die seitdem insgesamt als Südpark bezeichnet wird. Der bestehende Volksgarten, eine südöstlich daran anschließende Fläche mit Kleingartenanlagen und eine wiederum südlich davon liegende Fläche, „Vor dem Deich“, mit einem ehemaligen Baggersee wurden einbezogen.
Das Gelände erstreckte sich so zwischen der im Norden gelegenen Bahnstrecke Köln–Duisburg, der östlich gelegenen Philipshalle und der südlich gelegenen Bundesautobahn 46. Weiter südlich liegt der Botanische Garten der Universität. Der dort vorbeifließende Brückerbach führt in seinem weiteren Verlauf zum Rhein und stellt eine Grünverbindung zwischen Rhein und Innenstadt her.

## Vorbereitung
Ab 1975 wurde in Düsseldorf darüber beraten, ob die Stadt eine Bundesgartenschau ausrichten solle. 1977 sprach sich der Rat der Stadt dafür aus. 1978 erteilte der Zentralverband Gartenbau der Stadt Düsseldorf den Zuschlag für die Bundesgartenschau 1987. Dabei war es wichtigstes Ziel der Stadt, dauerhafte Grünflächen für Freizeit und Erholung in den dichtbesiedelten Stadtteilen Wersten und Oberbilk zu schaffen.
Der Volksgarten wurde um 6 ha umgewidmete, ehemalige Straßenfläche erweitert. Nordwestlich des Baggersees wurden an dessen Rand drei weitere, kleinere Seen von 1,6 ha Fläche angelegt und ein Feuchtbiotop geschaffen. Während der Wasserspiegel des Baggersees entsprechend dem Wasserstand des Rheins schwankt, wurden die neuen Seen gegen ihn abgedichtet, um diese Grundwasserschwankungen zu vermeiden, die für viele Uferpflanzen unverträglich sind. Eine weitere Wasserlandschaft wurde dadurch geschaffen, dass auf einer Strecke von 400 m der Lauf der Düssel zu mehreren Teichen aufgestaut wurde. Dazu wurden 30.000 m³ Erdreich bewegt.
1500 Großbäume wurden gepflanzt.
Das Kleingartengelände wurde neu geordnet. Von ursprünglich 956 Kleingärten wurden 400 erhalten und 200 neu angelegt. Darüber hinaus wurden an anderer Stelle 250 Ersatzanlagen geschaffen.

## Ausstellung
Das Leitmotiv der Ausstellung war: „Der Garten für uns alle“.

Im Südpark verbliebene Kunstwerke
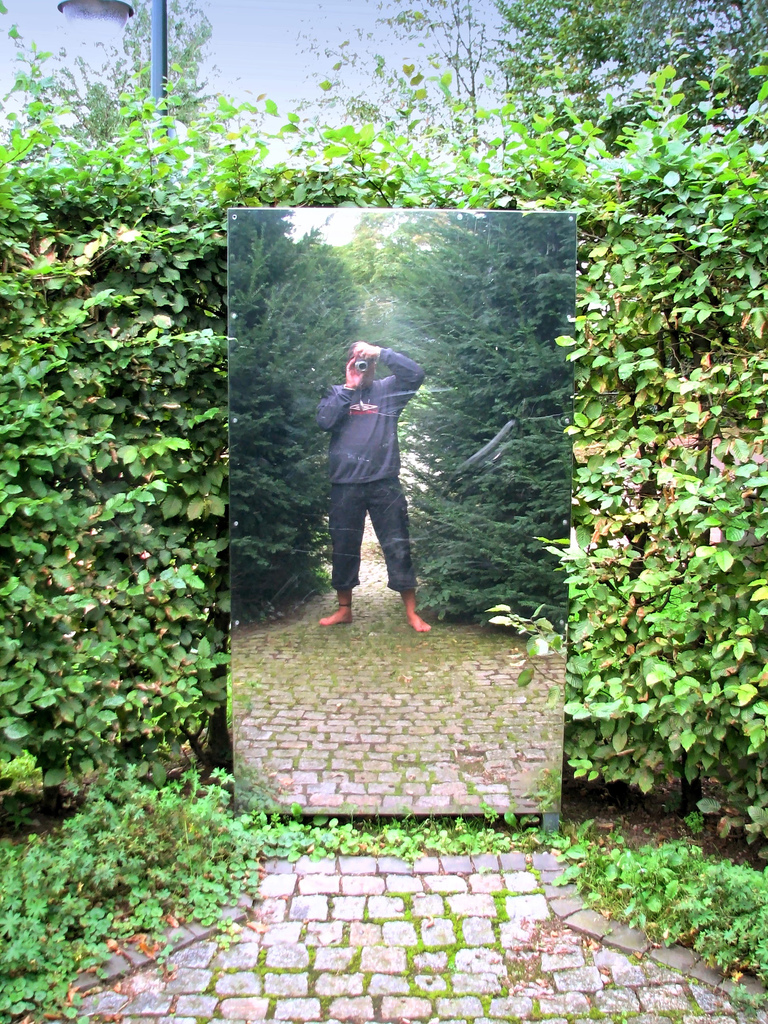
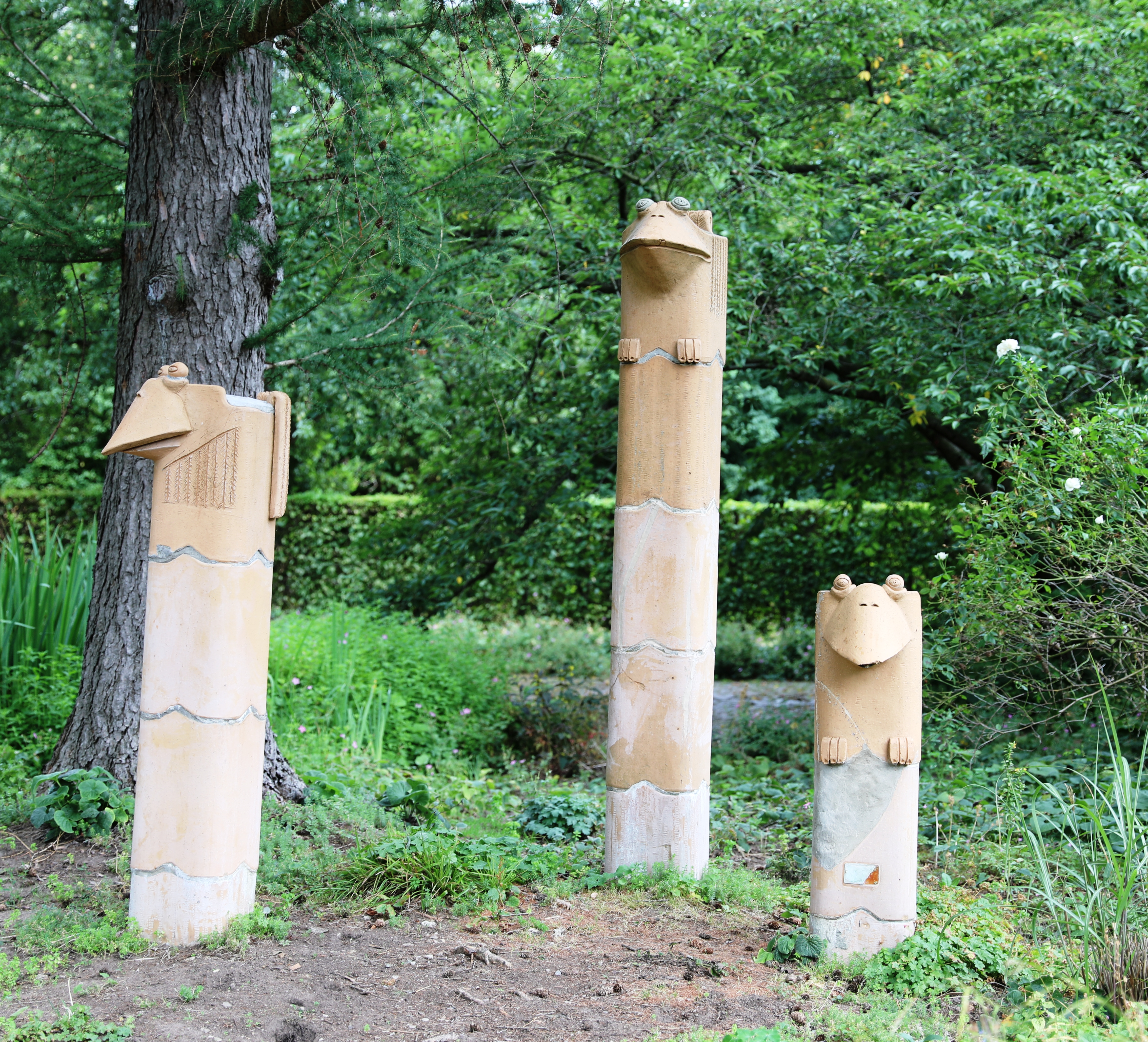
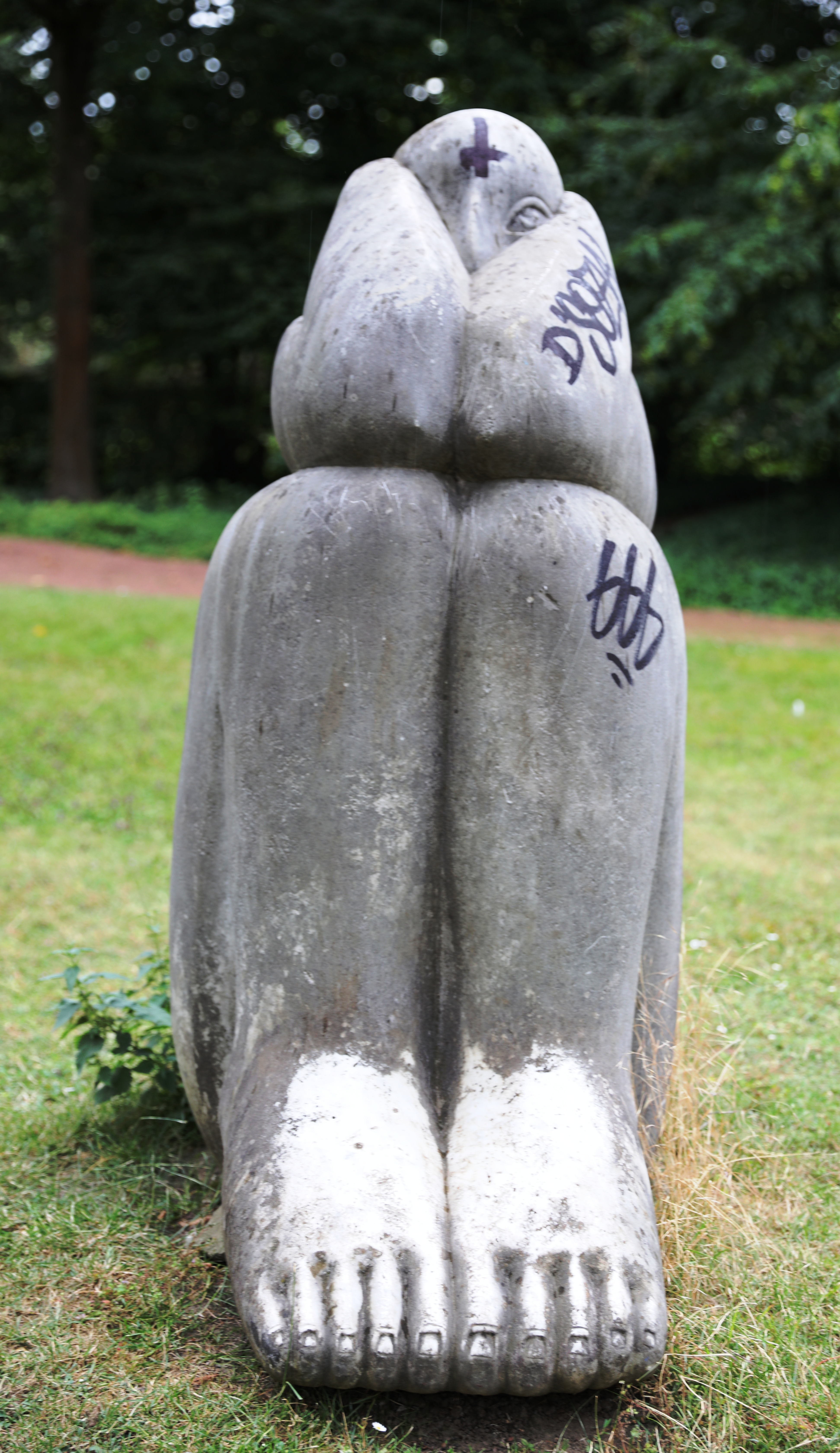
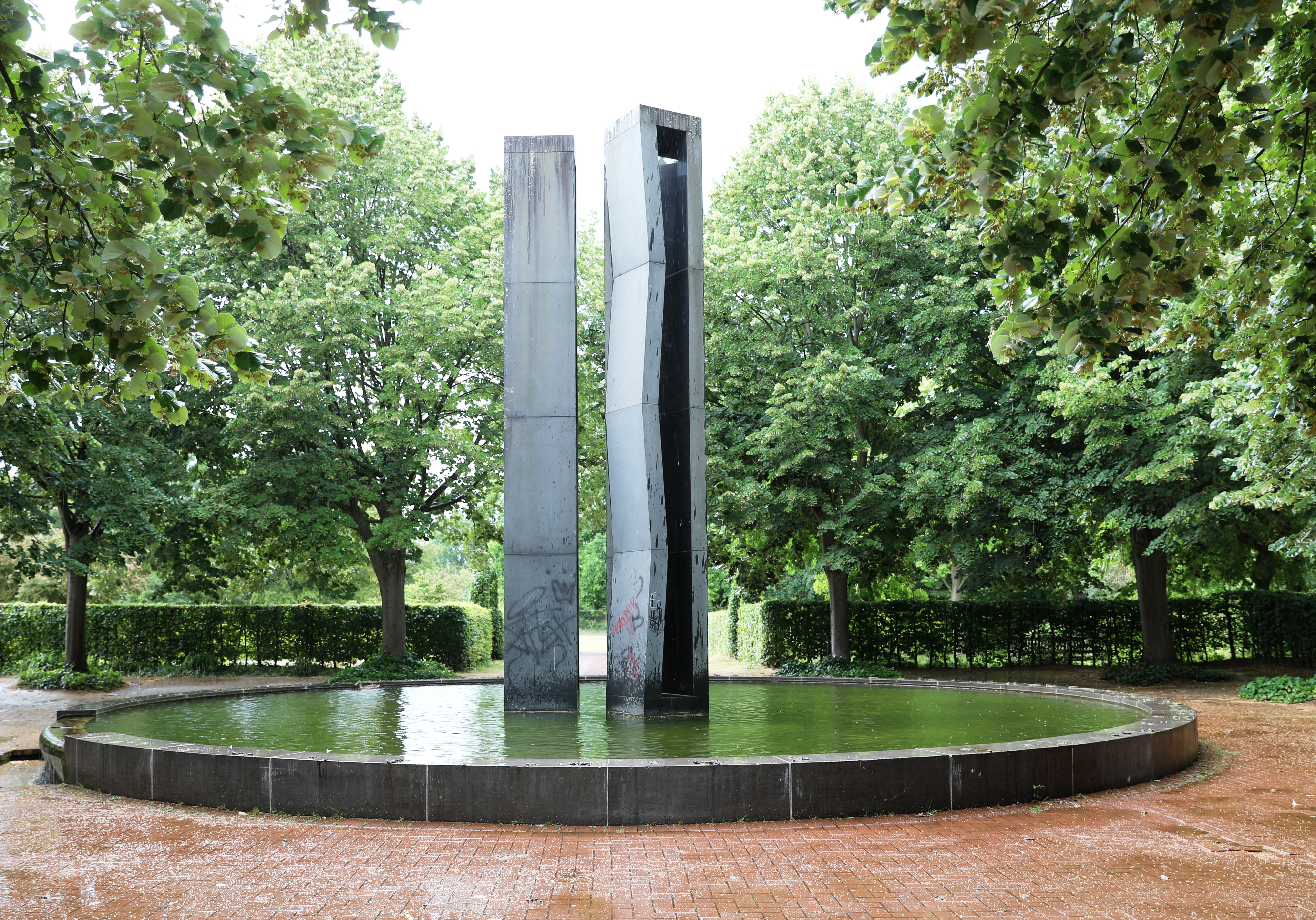
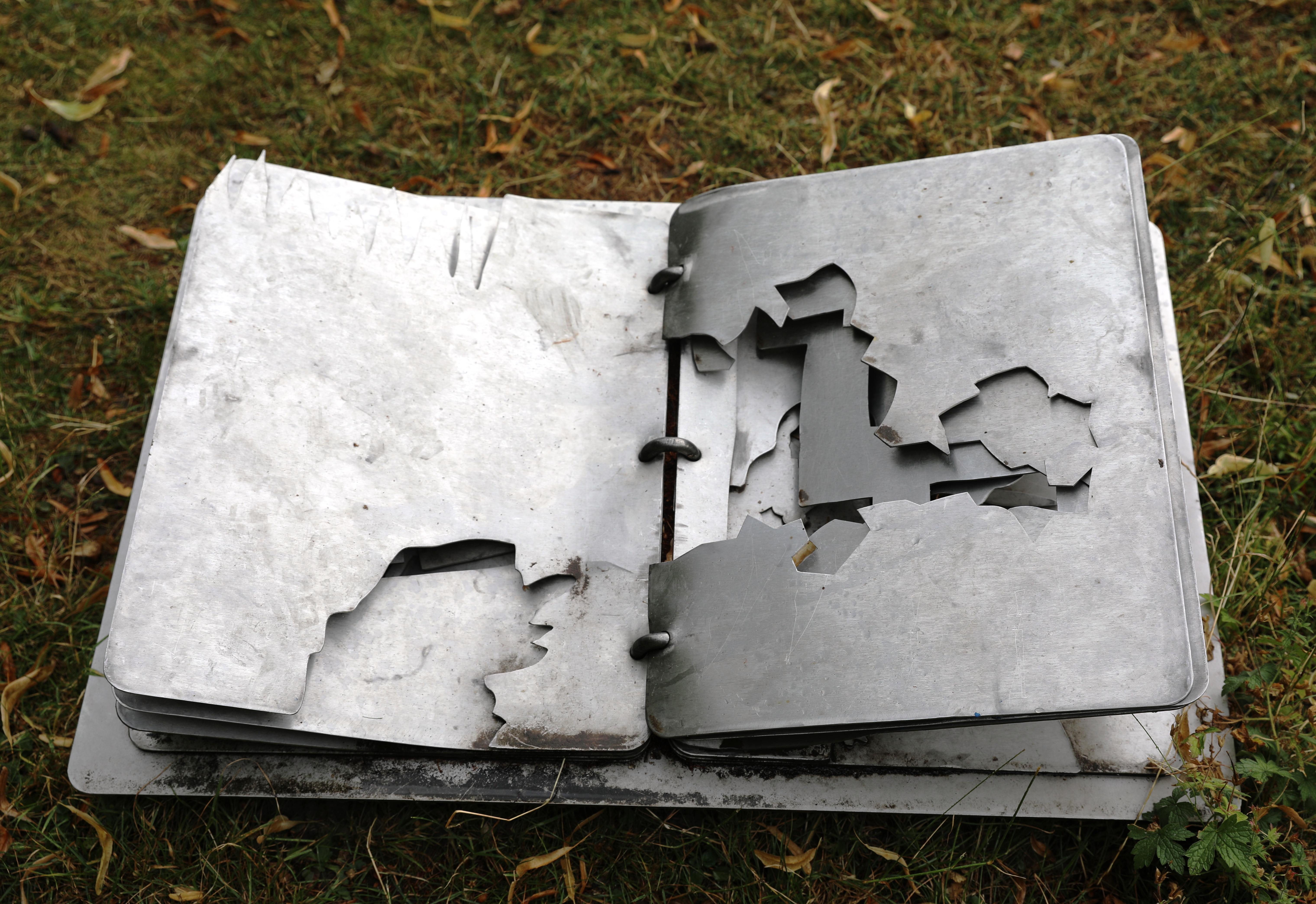

### Gärten

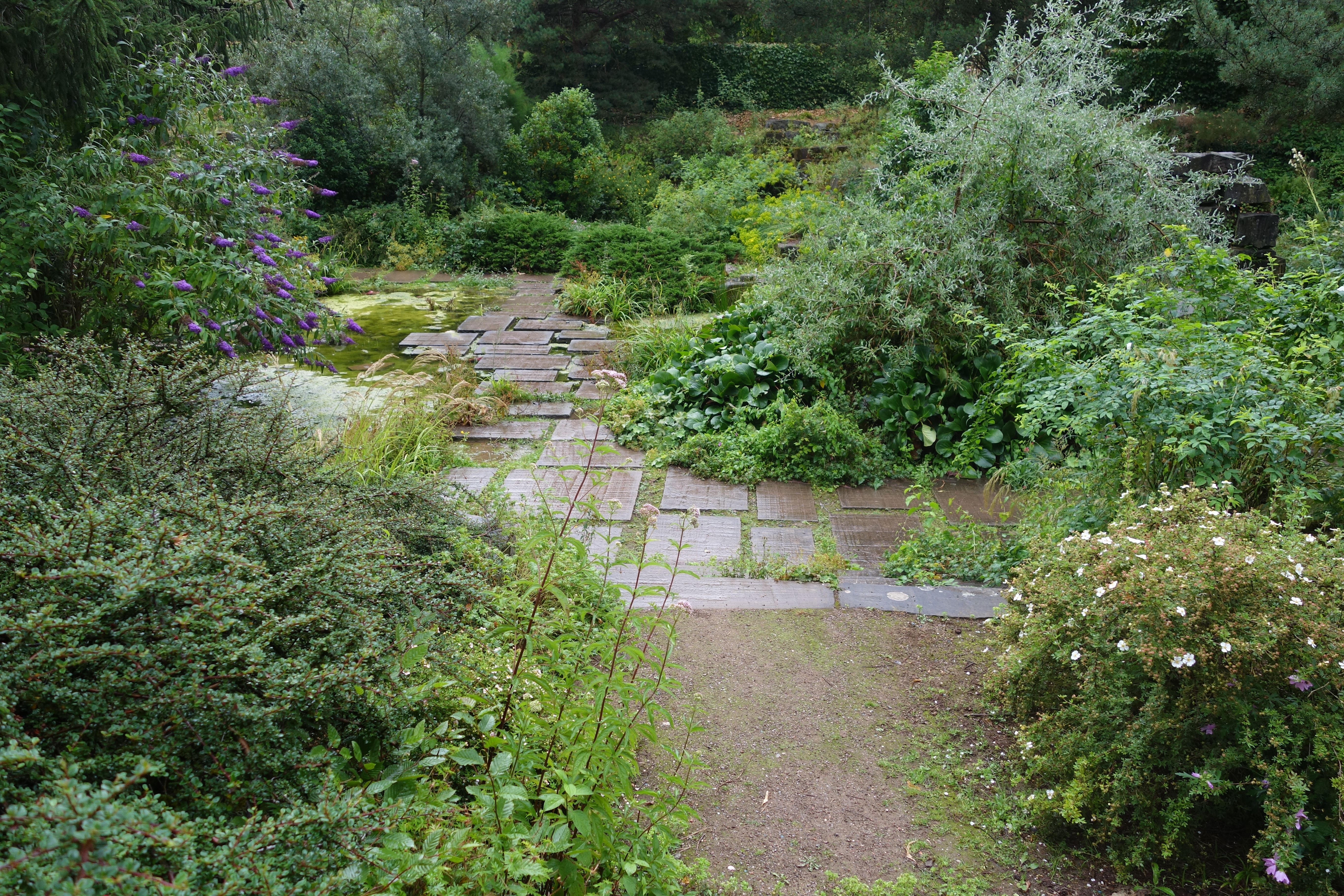
Steingarten (2019)

16 Themengärten reihten sich entlang einer „Achse der Heckengärten“, in denen Pflanzen nach Lebensbereichen zusammengestellt waren.
Die Philipshalle und weitere – temporär für die Ausstellung errichtete – Hallen präsentierten wechselnde Ausstellungen.
In der gesamten Stadt wurden während der Bundesgartenschau das Grün besonders intensiv gepflegt, Straßenraum begrünt, Platzgestaltungen verbessert und vermehrt Blumenschmuck ausgebracht. Zusätzlich gab es in anderen Parkanlagen besondere Bepflanzungen. Das geschah im Hofgarten, dem Rheinpark, dem Garten von Schloss Benrath und dem Nordpark.

### Attraktionen
Zu den Besucherattraktionen im Park gehörten eine Ausstellungsbahn. Sie sollte ursprünglich, ähnlich wie an anderen BuGa-Standorten in Köln, Dortmund oder Stuttgart, nach Ausstellungsende im Oktober 1987 in Düsseldorf verbleiben, wurde aber letztlich aufgegeben.
Zu den Besucherattraktionen gehörte weiter ein Aussichtsturm (Gyro-Tower), auf dem sich die Besucher in die Höhe fahren lassen konnten, um einen Überblick von oben über das Ausstellungsgelände zu erlangen. Auch der Aussichtsturm verschwand.
„Vor dem Deich“ entstand eine Spiellandschaft mit Wasserspielplatz.
Am Eingang zur BuGa am Volksgarten wurde aus Anlass der Bundesgartenschau die Kunstinstallation „Zeitfeld“ aufgestellt, die aus 24 hoch aufgeständerten Bahnhofsuhren besteht.

### Verkehr

#### Straße
Die BuGa setzte ganz auf die Nutzung öffentlicher Verkehrsmittel durch die Besucher. Das außerhalb gelegene Unternehmen Henkel in Reisholz stellte große Flächen zum Abstellen von 6.000 Pkw für Besucher zur Verfügung. Die Besucher wurden von der Düsseldorfer Rheinbahn von dort mit Pendelbuslinien zum BuGa-Gelände gebracht. Ferner entstand im Bereich Wersten/Universität ein großer Parkplatz, an dessen Rand ein eigener BuGa-Busbahnhof angelegt wurde.

#### Schiene
Besucher aus umliegenden Städten konnten die BuGa über den Haltepunkt Düsseldorf Volksgarten und den Haltepunkt Düsseldorf-Oberbilk per S-Bahn erreichen. Von Düsseldorf Hauptbahnhof verkehrte die Straßenbahnlinie 717 in dichtem Takt zum Ausstellungsgelände. Des Weiteren konnte nahe der Philipshalle die BuGa mit der Linie 710 nach Eller erreicht werden. Außerdem bestand die Möglichkeit, den Eingang zur BuGa am Volksgarten mit der Straßenbahnlinie 706 zu erreichen. Aus Richtung Bilk, Wersten und Friedrichstadt fuhren die Linien 701 und 703 die heutigen Haltestelle „Südpark“ (damals: „BUGA ’87“) an. Für die Straßenbahnlinie 701 nach Benrath wurde eine neue Haltestelle BuGa/Südpark gebaut.

## Nachwirkungen
Das Parkgelände der BuGa 1987 ist weitgehend so erhalten geblieben, wie es für die Bundesgartenschau hergerichtet wurde, und steht heute den Besuchern als Südpark zur Verfügung.